# Синькевич, Вячеслав Игоревич
Вячеслав Игоревич Синькевич (род. 29 ноября 1991 года) — российский пловец.

## Карьера
Родился в поселке Краснообск под Новосибирском. С 2007 года обучался в Омском ГУОР (тренеры — Филимонов Валерий Владимирович, Сапрыкин Виктор Павлович).
В 2011 году на чемпионате России в Волгограде завоевал «золото» на дистанции 200 м брассом и «серебро» — на дистанции 100 м брассом.
На чемпионате Европы 2011 года на короткой воде в Щецине (Польша) стал вторым на дистанции 200 метров брассом.
Участвовал в Олимпиаде-2012 в Лондоне, где занял 10-е место на дистанции 200 м брассом и 12 место в комбинированной эстафете в составе сборной команды России.
Победил на чемпионате Европы 2012 года на короткой воде в Шартре (Франция) на дистанции 200 метров брассом.
На чемпионате мира 2012 года на короткой воде стал третьим на дистанции 200 метров брассом. Участвуя в комплексной эстафете 4×100 метров, завоевал «серебро».
Победитель Универсиады-2013 в Казани на дистанции 200 метров брассом и в комбинированной эстафете 4×200 м.
По итогам успешного выступления на XXVII Всемирной летней универсиаде в г. Казани 2013 года награжден Почетной грамотой Президента Российской Федерации.
На чемпионате Европы 2013 года на короткой воде в Хернинге (Дания) стал чемпионом в смешанной комбинированной эстафете 4×50 м.
С 2013 года выступает за СК «Волга» (Волгоград).